# Орловка (Татарський район)
Орловка (рос. Орловка) — село у Татарському районі Новосибірської області Російської Федерації.
Входить до складу муніципального утворення Орловська сільрада. Населення становить 249 осіб (2014).

## Історія
Згідно із законом від 2 червня 2004 року органом місцевого самоврядування є Орловська сільрада.

## Населення
| 2002 | 2007 | 2010 | 2012 | 2013 | 2014 |
| ---- | ---- | ---- | ---- | ---- | ---- |
| 288  | ↗289 | ↘234 | ↗269 | ↘258 | ↘249 |